# Mord in bester Gesellschaft: Alles Böse zum Hochzeitstag
Alles Böse zum Hochzeitstag ist ein deutscher Fernsehfilm von Hans Werner zu einem Drehbuch von Rolf-René Schneider aus dem Jahr 2010. Es handelt sich um die sechste Episode der Kriminalfilmreihe Mord in bester Gesellschaft mit Fritz Wepper als Psychiater Wendelin Winter in der Hauptrolle.

## Handlung
Bei einem Ostseeurlaub in Heiligendamm mit seiner Tochter Alexandra trifft der Psychiater Wendelin Winter auf seine ehemalige Patientin Rita Theisen. Die mehrfach geschiedene Millionärin hat sich frisch verlobt und hofft, dass sie diesmal das Eheglück findet. Doch ihr künftiger Gemahl, der deutlich jüngere Ricky Römer, stößt bei ihren beiden erwachsenen Kindern auf wenig Gegenliebe. Johannes und Sophia leben auf großem Fuß und sehen ihr üppiges Erbe schwinden. Als Ricky erschossen aufgefunden wird, beauftragt Rita ihren früheren Psychiater mit der Suche nach dem Mörder.

## Hintergrund
Für Alles Böse zum Hochzeitstag wurde vom 19. August 2009 bis zum 16. September 2009 an Schauplätzen in Rostock, Heiligendamm und Umgebung gedreht. Die Erstausstrahlung fand am Donnerstag, den 14. Januar 2010 auf Das Erste statt.

## Kritik
Die Kritiker der Fernsehzeitschrift TV Spielfilm gaben dem Film eine mittlere Wertung, sie zeigten mit dem Daumen zur Seite. Sie konstatierten: „Unterhaltsam, aber am Ende pilchert’s.“